# Menyhárt Attila
Menyhárt Attila  (Budapest, 1984. november 26. –) magyar labdarúgó, szélső védő. Korábban hosszú ideig az NB II-es Vecsési FC meghatározó embere volt, majd a Kecskeméti TE-hez igazolt. Menyhárt Attila szerezte a KTE első élvonalbeli akciógólját, a Fehérvár ellen és csapata kivívta magának az 5. helyett a Soproni Ligában. Másfél év elteltével, kölcsönben még visszatért Vecsésre, majd 2010 nyarán aláírt a Rákospalotai EAC egyesületéhez, ahol 2 évig meghatározó játékosa volt a csapatnak. 2012 júliusában a Ferencvárosi TC (labdarúgás) klubjához szerződött ahol a ligakupa győztes együttes tagja volt. 2013-ban leigazolta az első osztályú BFC Siófok ahol másfél évet töltött. Ezt követően a Vasas SC (labdarúgás) sportszervezetéhez igazolt. Csapatának később sikerült visszajutni az élvonalba és megnyerni az NB II-es bajnokságot. 2015-ben a Budaörsi SC csapatához szerződött és 7 évig szerepelt a Merkantil Bank Liga másodosztályú bajnokságában. 2022-ben befejezte a profi karrierjét. 